# Temporada 1951 de las Grandes Ligas de Béisbol
La Temporada 1951 de las Grandes Ligas de Béisbol fue disputada de abril a octubre, con 8 equipos tanto en la Liga Americana como en la Liga Nacional con cada equipo jugando un calendario de 154 partidos.
Al final de la temporada regular, se disputó un playoff de tres juegos entre New York Giants y Brooklyn Dodgers. 
Después del triunfo de cada uno en los dos primeros juegos, todo fue definido en el tercero, y fue ganado de manera dramática por los Giants con un homerun de Bobby Thompson, uno de 
los momentos más famosos de la historia del béisbol, conmemorado como el "Shot Heard 'alrededor del mundo" y "El milagro en Coogan's Bluff".
La temporada finalizó cuando New York Yankees derrotaron en la Serie Mundial a New York Giants en seis juegos, que se lograba su tercer título consecutivo de una serie de 5. 

## Premios y honores
- MVP
  - Phil Rizzuto, New York Yankees (AL)
  - Jim Konstanty, Philadelphia Phillies (NL)
- Novato del año
  - Gil McDougald, New York Yankees (AL)
  - Willie Mays, New York Giants (NL)

## Temporada Regular
| Liga Americana         | Liga Americana | Liga Americana | Liga Americana | Liga Americana | Liga Americana | Liga Americana |
| Equipo                 | V              | D              | CTE            | JD             | LOCAL          | VISITA         |
| ---------------------- | -------------- | -------------- | -------------- | -------------- | -------------- | -------------- |
| New York Yankees       | 98             | 56             | .636           | -              | 56-22          | 42-34          |
| Cleveland Indians      | 93             | 61             | .604           | 5              | 53-24          | 40-37          |
| Boston Red Sox         | 87             | 67             | .565           | 11             | 50-25          | 37-42          |
| Chicago White Sox      | 81             | 73             | .526           | 17             | 39-38          | 42-35          |
| Detroit Tigers         | 73             | 81             | .474           | 25             | 36-41          | 37-40          |
| Philadelphia Athletics | 70             | 84             | .455           | 28             | 38-41          | 32-43          |
| Washington Senators    | 62             | 92             | .403           | 36             | 32-44          | 30-48          |
| St. Louis Browns       | 52             | 102            | .338           | 46             | 24-53          | 28-49          |

| Liga Nacional         | Liga Nacional | Liga Nacional | Liga Nacional | Liga Nacional | Liga Nacional | Liga Nacional | Liga Nacional |
| Equipo                | V             | D             | CTE           | JD            | LOCAL         | VISITA        |               |
| --------------------- | ------------- | ------------- | ------------- | ------------- | ------------- | ------------- | ------------- |
| New York Giants       | 98            | 59            | .624          | -             | 50-28         | 48-31         |               |
| Brooklyn Dodgers      | 97            | 60            | .618          | 1             | 49-29         | 48-31         |               |
| St. Louis Cardinals   | 81            | 73            | .526          | 15½           | 44-34         | 37-39         |               |
| Boston Braves         | 76            | 78            | .494          | 20½           | 42-35         | 34-43         |               |
| Philadelphia Phillies | 73            | 81            | .474          | 23½           | 38-39         | 35-42         |               |
| Cincinnati Reds       | 68            | 86            | .442          | 28½           | 35-42         | 33-44         |               |
| Pittsburgh Pirates    | 64            | 90            | .416          | 32½           | 32-45         | 32-45         |               |
| Chicago Cubs          | 62            | 92            | .403          | 34½           | 32-45         | 30-47         |               |

## Postemporada
AL New York Yankees (4) vs. NL New York Giants (2)
|                                               |
| Campeón New York Yankees Décimo Cuarto Título |

## Líderes de la liga

### Liga Americana
Líderes de Bateo 
| Categoría           | Jugador       | Equipo  | Marca |
| ------------------- | ------------- | ------- | ----- |
| Porcentaje de bateo | Ferris Fain   | PHA     | .344  |
| Cuadrangulares      | Gus Zernial   | PHA CHW | 33    |
| Carreras Impulsadas | Gus Zernial   | PHA CHW | 129   |
| Carreras Anotadas   | Dom DiMaggio  | BOS     | 113   |
| Hits                | George Kell   | DET     | 191   |
| Robo de Bases       | Minnie Minoso | CLE CHW | 31    |

Líderes de Pitcheo 
| Categoría         | Jugador      | Equipo  | Marca |
| ----------------- | ------------ | ------- | ----- |
| Victorias         | Bob Feller   | CLE     | 22    |
| Derrotas          | 6 jugadores  |         | 14    |
| ERA               | Saul Rogovin | DET CHW | 2.78  |
| Ponches           | Vic Raschi   | NYY     | 164   |
| Entradas Lanzadas | Early Wynn   | CLE     | 274.1 |
| Juegos salvados   | Ellis Kinder | CHW     | 16    |

### Liga Nacional
Líderes de Bateo 
| Categoría           | Jugador        | Equipo | Marca |
| ------------------- | -------------- | ------ | ----- |
| Porcentaje de bateo | Stan Musial    | STL    | .355  |
| Cuadrangulares      | Ralph Kiner    | PIT    | 42    |
| Carreras Impulsadas | Hank Sauer     | CHC    | 121   |
| Carreras Anotadas   | Monte Irvin    | NYG    | 121   |
| Hits                | Richie Ashburn | PHI    | 221   |
| Robo de Bases       | Sam Jethroe    | BSN    | 35    |

Líderes de Pitcheo 
| Categoría         | Jugador                                       | Equipo      | Marca |
| ----------------- | --------------------------------------------- | ----------- | ----- |
| Victorias         | Larry Jansen Sal Maglie                       | NYG         | 23    |
| Derrotas          | Ken Raffensberger Paul Minner Willie Ramsdell | CIN CHC CIN | 17    |
| ERA               | Chet Nichols                                  | BSN         | 2.88  |
| Ponches           | Warren Spahn Don Newcombe                     | BSN BRO     | 164   |
| Entradas Lanzadas | Robin Roberts                                 | PHI         | 315   |
| Juegos salvados   | Ted Wilks                                     | STL PIT     | 13    |